# Kostel svatého Petra a Pavla (Svéraz)
Kostel svatého Petra a Pavla ve Svérazu, okres Český Krumlov, je farní kostel římskokatolické farnosti Svéraz. Kostel je součástí kulturní památky České republiky s názvem „Kostel sv. Petra a Pavla s kaplí Navštívení Panny Marie“. Okolo této kulturní památky je vyhlášeno „Ochranné pásmo nemovitých kulturních památek – kostela sv. Apoštola Petra a Pavla a kaple Navštívení P. Marie ve Svérazu“.

## Historie
Obec byla původně majetkem strahovského kláštera. První písemná zmínka o kostele pochází z roku 1357. Původní gotický kostel byl v roce 1422 husity poničen a svérazský farář byl upálen. V roce 1661 byla provedena první úprava stavitelem Petrem Spinetou, při které byl kostel rozšířen a byla přistavěna věž. Další barokní úpravy kostela proběhly v letech 1687 až 1689 stavitelem Giovannim Canevallem. V letech 1774 až 1775 byla provedena přestavba kostela, a to stavitelem Jobstem.

## Interiér kostela
Obraz na hlavním oltáři je novodobý. Na bočních oltářích jsou obrazy z roku 1840 od Charlese Louisa Philippota. Rokokový boční oltář Panny Marie pochází z 2. poloviny 18. století. V podvěží je kamenný náhrobník z roku 1545. Ze 16. století pochází rovněž kamenný almužní sloupek. Varhany pocházejí z roku 1778 a jsou dílem varhanáře Bedřicha Semráda z Nové Říše.

## Zajímavosti
- Gotická socha Madony z tohoto kostela je v Alšově jihočeské galerii v Hluboké nad Vltavou.[4]
- Pozdně gotické sochy svatého Petra a svatého Pavla z tohoto kostela jsou v regionálním muzeu v Českém Krumlově. Sochy pocházejí z dílny mistra Oplakávání ze Žebráka, který působil v Českých Budějovicích.[4]
- Kamenný portálek v ohradní hřbitovní zdi pochází ze 13. století.[4]

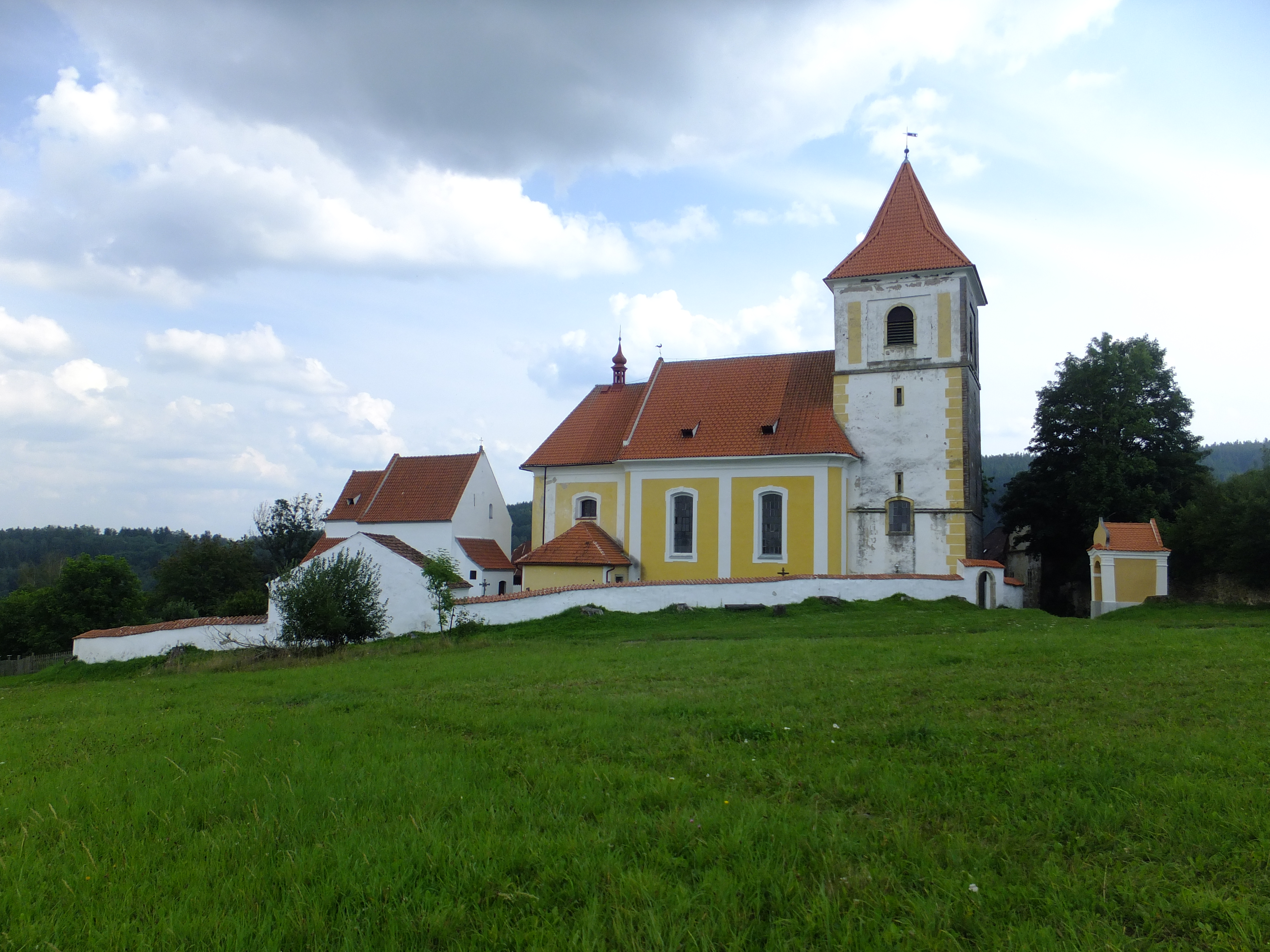
Celkový pohled na kostel s kapli a ohradní zdí, vpravo kaplička svatého Jana Nepomuckého
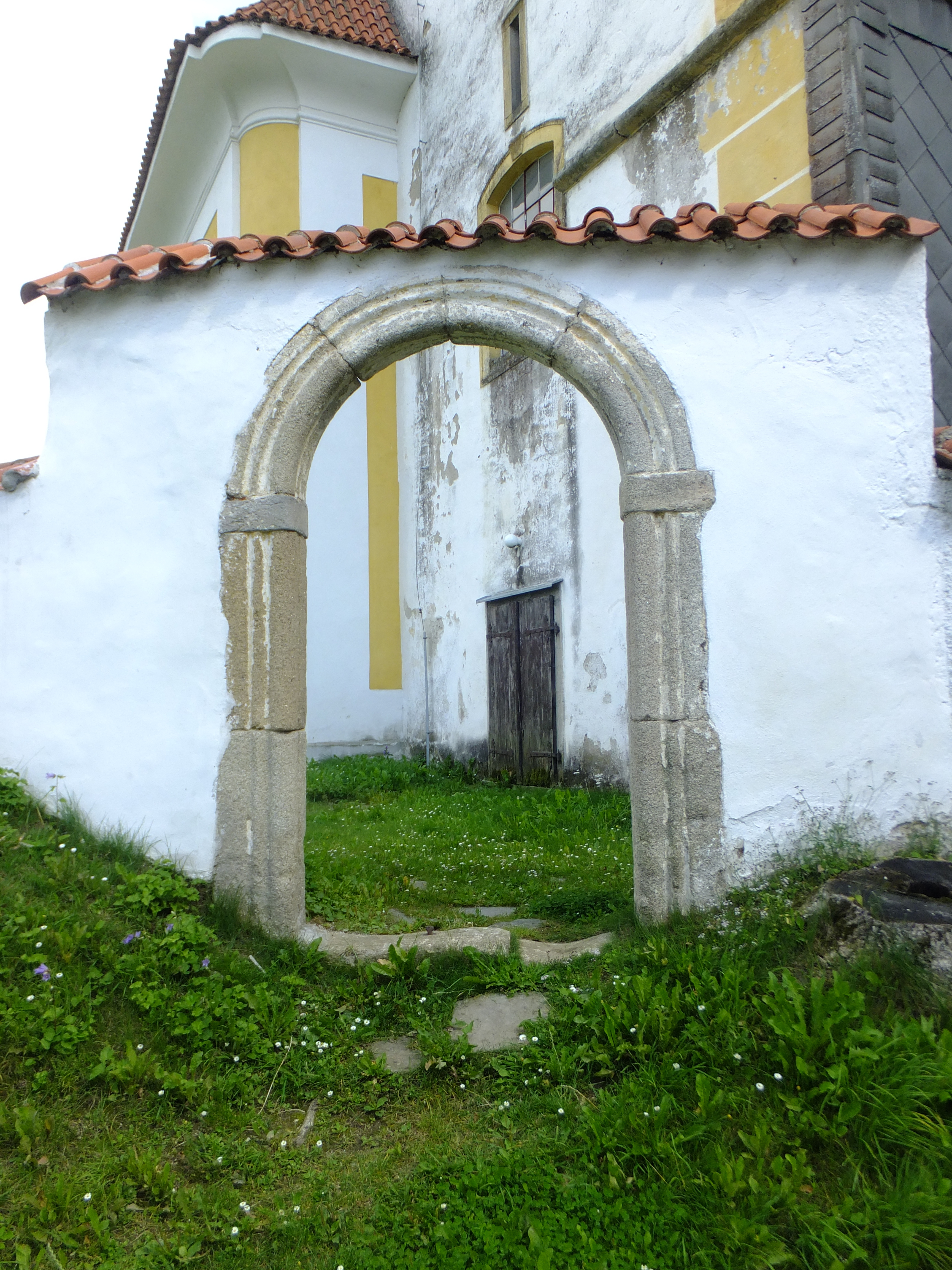
Kamenný portálek v ohradní zdi